# Supercoupe de Tunisie de football 2018-2019
La Supercoupe de Tunisie de football 2018-2019 est la 15e édition de la compétition, un match de football disputé par les vainqueurs du championnat de Tunisie et de la coupe de Tunisie 2018-2019.
Le match se joue le 20 septembre 2020 au stade olympique de Radès entre l'Espérance sportive de Tunis, vainqueur du championnat, et le Club sportif sfaxien, vainqueur de la coupe. Le 10 février 2019, la Fédération tunisienne de football décide de fixer la date du match au 15 mars 2020. Cependant, celui-ci est reporté au 20 septembre 2020, en raison de la pandémie de Covid-19.
Il est dirigé par l'arbitre international Naïm Hosni et retransmis en direct sur la Télévision Tunisienne 1 et Al-Kass Sports Channel.

## Participants
| Équipe   | Qualification                      | Apparitions (en gras, l'équipe gagnante)           |
| -------- | ---------------------------------- | -------------------------------------------------- |
| ES Tunis | Vainqueur du championnat 2018-2019 | 8 (1960, 1970, 1979, 1985, 1986,'1993, 2001, 2019) |
| CS Sfax  | Vainqueur de la coupe 2018-2019    | 1 (1995)                                           |

## Match
| 20 septembre 2020 | Espérance sportive de Tunis                                 | 0-0             | Club sportif sfaxien                              | Stade olympique de Radès, Radès | |
| 18:00             |                                                             | (0-0, 0-0)      |                                                   | Spectateurs : 0 (huis clos) Diffuseur : Télévision tunisienne 1 Al-Kass Sports Channel Arbitrage : Naim Hosni Arbitres assistants : Faouzi Jrid Walid Harag Quatrième arbitre : Mokhtar Dabbous | Spectateurs : 0 (huis clos) Diffuseur : Télévision tunisienne 1 Al-Kass Sports Channel Arbitrage : Naim Hosni Arbitres assistants : Faouzi Jrid Walid Harag Quatrième arbitre : Mokhtar Dabbous |
| 18:00             | Rapport                                                     |                 |                                                   | Spectateurs : 0 (huis clos) Diffuseur : Télévision tunisienne 1 Al-Kass Sports Channel Arbitrage : Naim Hosni Arbitres assistants : Faouzi Jrid Walid Harag Quatrième arbitre : Mokhtar Dabbous | Spectateurs : 0 (huis clos) Diffuseur : Télévision tunisienne 1 Al-Kass Sports Channel Arbitrage : Naim Hosni Arbitres assistants : Faouzi Jrid Walid Harag Quatrième arbitre : Mokhtar Dabbous |
| 18:00             | Yaakoubi · Benguit · Khenissi · Mimouni · Elhouni · Bedrane | Tirs au but 5-4 | Habbassi · Harzi · Amamou · Jouini · Amri · Bakir | Spectateurs : 0 (huis clos) Diffuseur : Télévision tunisienne 1 Al-Kass Sports Channel Arbitrage : Naim Hosni Arbitres assistants : Faouzi Jrid Walid Harag Quatrième arbitre : Mokhtar Dabbous | Spectateurs : 0 (huis clos) Diffuseur : Télévision tunisienne 1 Al-Kass Sports Channel Arbitrage : Naim Hosni Arbitres assistants : Faouzi Jrid Walid Harag Quatrième arbitre : Mokhtar Dabbous |

|  |  |

| GK              | 1  | Moez Ben Cherifia        |       | 90e |
| CB              | 12 | Khalil Chemmam           |       | 21e |
| LB              | 23 | Ilyes Chetti             |       |     |
| RB              | 22 | Sameh Derbali            | 45+1e |     |
| CB              | 6  | Mohamed Ali Yaakoubi     |       |     |
| DM              | 15 | Fousseny Coulibaly       |       |     |
| DM              | 3  | Kwame Bonsu              |       | 90e |
| DM              | 18 | Raouf Benguit            |       |     |
| LW              | 17 | Hamdou Elhouni           |       |     |
| LW              | 7  | Billel Bensaha           |       | 80e |
| FW              | 11 | Taha Yassine Khenissi    |       |     |
| Remplaçants :   |    |                          |       |     |
| FW              | 2  | Mohamed Ali Ben Hammouda |       | 80e |
| DF              | 8  | Farouk Mimouni           |       | 90e |
| FW              | 9  | Ibrahim Ouattara         |       |     |
| FW              | 16 | Zied Berrima             |       |     |
| GK              | 19 | Rami Jridi               |       | 90e |
| MF              | 25 | Fedi Ben Choug           |       |     |
| MF              | 28 | Mohamed Amine Meskini    |       |     |
| MF              | 29 | Youssef Mosrati          |       |     |
| CB              | 30 | Abdelkader Bedrane       |       | 21e |
| Sélectionneur : |    |                          |       |     |
| Mouine Chaabani |    |                          |       |     |

| Titulaires :    |    |                      |     |           |
| GK              | 30 | Aymen Dahmen         |     |           |
| DF              | 2  | Mohamed Ben Ali      |     |           |
| DF              | 28 | Mohamed Ali Jouini   | 47e |           |
| DF              | 3  | Hani Amamou          |     |           |
| MF              | 23 | Hamza Jelassi        |     |           |
| MF              | 6  | Mohamed Ali Trabelsi | 63e |           |
| MF              | 20 | Kingsley Sokari      |     |           |
| MF              | 5  | Birahima Tandia      |     | 64e       |
| MF              | 29 | Achraf Habbassi      |     |           |
| MF              | 10 | Aymen Harzi          |     |           |
| FW              | 14 | Zakaria Benchaâ      |     | 64e       |
| Remplaçants :   |    |                      |     |           |
| GK              | 1  | Mohamed Hédi Gaaloul |     |           |
| DF              | 21 | Houssem Dagdoug      |     |           |
| DF              | 4  | Nour Zamen Zammouri  |     |           |
| DF              | 19 | Azmi Ghouma          |     |           |
| MF              | 32 | Rachid Aït-Atmane    |     |           |
| MF              | 13 | Islam Bakir          |     | 64e       |
| FW              | 31 | Kingsley Eduwo       |     | 64e 90+3e |
|                 | 24 | Abdallah Amri        |     |           |
| MF              | 15 | Walid Karoui         |     | 90+3e     |
| Sélectionneur : |    |                      |     |           |
| Faouzi Benzarti |    |                      |     |           |